# 奥尔巴尼会议
奥尔巴尼会议（英語：Albany Congress）是1754年6月19日到7月11日七个英属北美殖民地立法机关派代表在纽约奥尔巴尼市政廳举行的会议，康涅狄格殖民地、马里兰省、马萨诸塞湾省、新罕布什爾省、纽约省、宾夕法尼亚省和羅德島殖民地及普羅維登斯莊園参与了此次会议。未出席会议的有纽芬兰殖民地、 新斯科舍、新泽西省、弗吉尼亚殖民地、佐治亞省、北卡罗来纳省和南卡羅萊納省。会议主要讨论了与北美洲土著居民的关系和针对法国的防御措施。
与会代表并未打算创建美国，作为殖民地居民，他们有更为有限的任务，即与莫霍克人和其他易洛魁联盟签订条约。这是北美殖民地居民首次集会，它为之后1765年举办印花税会议以及1774年举办第一届大陆会议提供先例，这些会议奠定了美国革命的基础。